# Golias (maison d'édition)
Pour les articles homonymes, voir Golias.
Golias est une maison d'édition catholique critique, située à Lyon, publiant ouvrages et titres de presse. C'est en 1994 que Golias devient une maison d’édition. Son titre fondateur, « éditions Golias », vient de la revue catholique de gauche Golias Magazine, lancée en 1985.

## Histoire
Golias est d'abord une simple revue, fondée en 1985 par Christian Terras,. Elle s'est popularisée à la suite du succès de la première édition du Trombinoscope des évêques de 1990,.
La revue historique éditée depuis 1985 à Villeurbanne est devenue le bimestriel Golias Magazine. Depuis novembre 2008, les éditions publient également Golias Hebdo, disponible en version papier et en version PDF par abonnement en ligne.
La revue est engagée sur les questions relatives à l’antisémitisme et à l'histoire de la Shoah.
La maison d'édition est, selon Sophie Noël, spécialiste de sciences de l'information, une maison d'édition catholique, qui privilégie une grille de lecture laïque et critique. Elle publie des ouvrages sans concession sur l'extrême droite catholique, sur le Rwanda, ainsi que sur les milieux de la publicité.
Selon le chercheur Remi Korman (2021), Golias est une revue catholique française de gauche qui « devient une référence dès 1995 : des articles publiés dans cette revue inspirent des journalistes rwandais ou sont repris in extenso dans des journaux rwandais, y compris le journal gouvernemental, La Nouvelle Relève. La circulation fonctionne aussi dans l’autre sens, Golias pouvant reproduire des articles de la presse rwandaise ». Les enquêtes publiées par Golias ont fourni un appui à plusieurs films documentaires.
Son nom fait référence à un évêque légendaire du Moyen Âge, appelé Golias, qui aurait inspiré les Goliards qui étaient des chanteurs critiques sur le fonctionnement de l'Église catholique romaine[réf. souhaitée].

## Affaires judiciaires
Dans le cadre de l'affaire Videlier, du nom d'un historien du CNRS qui a mis en cause un collègue vacataire, l'accusant d'avoir été lié dans le passé à un groupe négationniste, l'association en tant que co-éditrice de l'ouvrage Négationnistes : les chiffonniers de l’Histoire, Villeurbanne/Paris, Éd. Golias/Éd. Syllepse, 1997, est condamnée le 6 mars 1998 par le tribunal de grande instance de Paris pour diffamation publique envers un particulier et à payer une amende et les dommages et intérêts. Le 31 mars 1999, la cour d'appel confirme la condamnation de l'historien Philippe Videlier, de Radio France, des responsables de l'association Golias et des éditions Syllepse - éditeurs de l'ouvrage incriminé -, aux amendes prévues. La cour d'appel déclare qu'il ne lui appartient pas de juger de « la véracité ou [de] la fausseté des allégations concernant le passé de François Robert »,  mais que « l'imputation de négationnisme est diffamatoire ».

## Publications de presse (journaux et magazines)
- Golias Hebdo : hebdomadaire d'informations générales, fondé en 2008 par son actuel rédacteur en chef[8], Christian Terras[2]. Sa formule papier n'est disponible que par abonnement ou via une édition numérique[9].
- Golias Magazine : bimestriel d'informations générales fondé en 1985 par Christian Terras[2], revue chrétienne « résolument ancrée à gauche »[10], selon Delphine Descave. Le magazine est diffusé par l'intermédiaire de ses abonnés. Il est aussi vendu en librairies.
- Trombinoscope des évêques, éditions 1990, 1997, 2001, 2002, 2004, 2006-07, 2009, 2011, 2012, 2014, 2016, 2018, 2020 et 2022.

## Auteurs publiés par les Éditions Golias
Quelques noms parmi  tous les livres publiés : Paul Gauthier, Paul Ariès, Marie Botturi,,, Caroline Fourest, Laura Boujasson, Jacques Musset, Rolland Sublon, Jacques Chocheyras, Georges Lethe, Gérard Fourez, Christian Terras, Jean Cardonnel, René Naba, Jean-Marie Muller, Philippe Blanchon, Martine Sevegrand, Pierre Vignon...
Golias a ouvert un site web avec un système de publication ouvert avec modération en 2002. Et depuis 2005, la vente par internet a été mise en place